# Asarum caudatum
Asarum caudatum är en piprankeväxtart som beskrevs av John Lindley. Asarum caudatum ingår i släktet hasselörter, och familjen piprankeväxter. Inga underarter finns listade i Catalogue of Life.